# Jebel Khalid
Jebel Khalid (aussi écrit Jebel Khelid ou جبل خالد  en arabe) est une ancienne cité séleucide établie sur la rive ouest de l'Euphrate dans le nord de la Syrie actuelle. Elle recouvre une superficie de 50 hectares. Le nom grec de ce site reste encore inconnu.  
Riche découverte, cette cité semble avoir joué un rôle militaire et administratif au niveau local et tient une place stratégique dans l'économie (contrôle des routes de commerces, industrie céramique importante). Fondée vers 280 av. J.-C. au moment de l'implantation séleucide dans la région, elle disparait subitement avec l'empire vers 75 av. J.-C.. Les fouilles archéologiques permettent de saisir les caractéristiques de l'installation séleucide, les ressorts de la consolidation de leur pouvoir dans la région et les interactions entre Grecs et populations locales. 

## Découverte du site
À la construction du barrage de Tishrin, des fouilles archéologiques préventives menées par une équipe australienne de l'Université de Melbourne sont entamées sur le site d'El-Qitar. Graeme Clarke, directeur de ces fouilles, repère dès 1984 ce site situé sur un plateau de la rive ouest de l'Euphrate. Sa situation l'a préservé de nombreuses inondations. Le site est fouillé et cartographié entre 1984 et 1985. Plusieurs saisons de fouilles sont alors organisées.

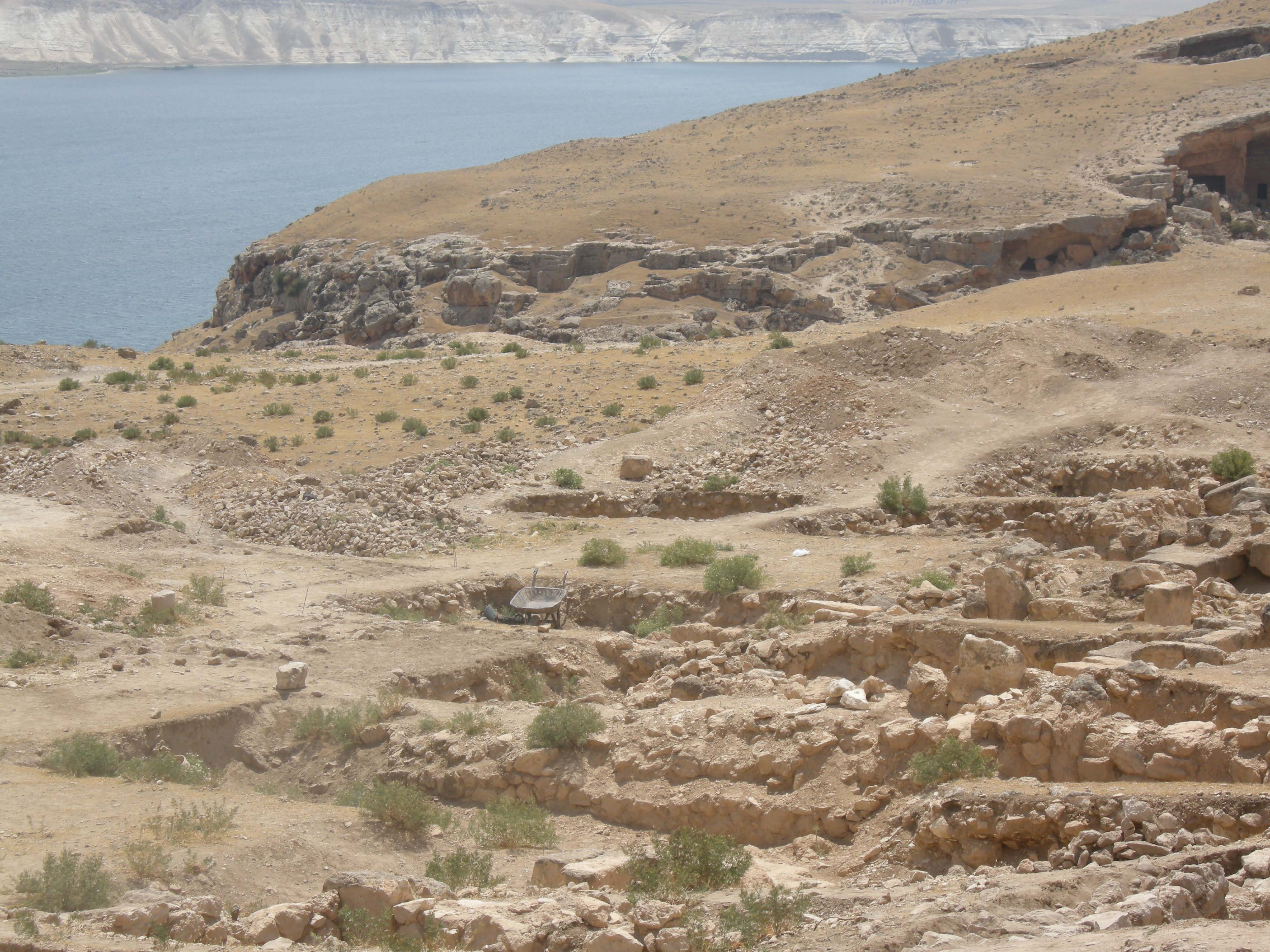
Photo du site archéologique de Jebel Khalid, sur la rive ouest de l'Euphrate

- Fouilles dirigées par Graeme Clarke et Peter Connor : 1988-1991, 1993, 1995-1996
- Fouilles dirigées par Graeme Clarke et Heather Jackson : 2000-2002, 2005-2006
- Fouilles dirigées par Graeme Clarke et John Tidmarsh : 2008 et 2010

Les fouilles menées ont permis de mettre au jour un temple au centre de la cité, plusieurs maisons, une nécropole et des parties des murailles de la ville. La partie surélevée au sud de la ville est appelée " Acropole " par les archéologues (terme controversé) et comprend un " palais du gouverneur " (terme controversé). 

Les fouilles ont permis également de mettre au jour une collection importante d'artefacts, principalement composés de pièces de monnaie (747 pièces), de fragments de poterie et d'objets du quotidien. Ces traces ont été déposées au Musée national d'Alep et dans le village d'Abu Qalqal mais leur état de conservation actuel reste inconnu.  

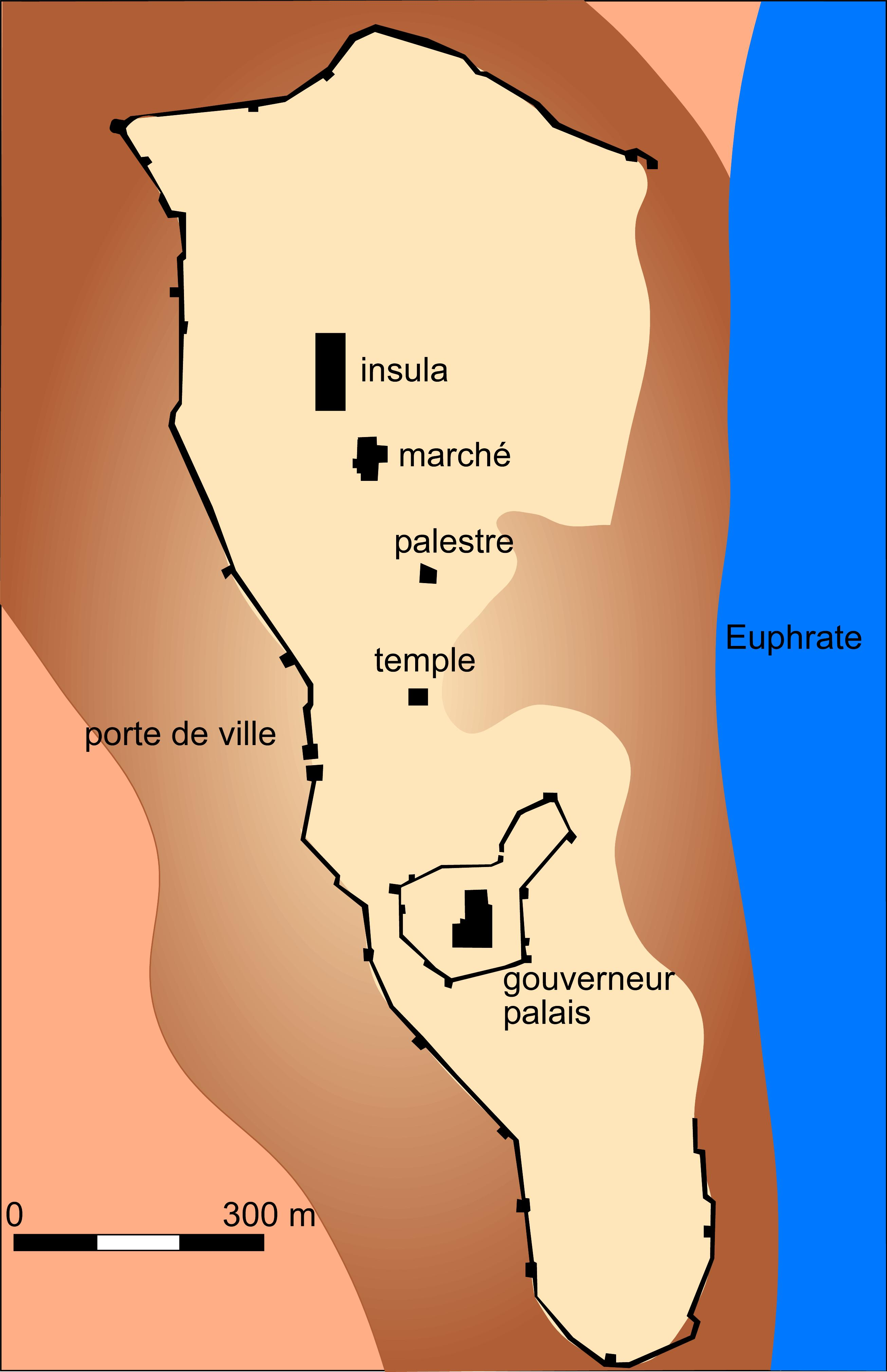
Plan schématisé du site de Jebel Khalid

Le site est aujourd'hui inaccessible au vu de la situation politique syrienne. Cet espace, dont la conservation est menacée, n'a pas été entièrement fouillé ; en dehors des maisons des élites, les habitats ont peu été étudiés. Certains chercheurs comme P.-L. Gatier supposent que la ville est d'une importance bien supérieure à celle évaluée aujourd'hui dans l'empire séleucide.

## Histoire

### Époque hellénistique
Ce site est construit au cours de l'époque hellénistique, vers le début du IIIe siècle, au moment de l'implantation séleucide dans la région. Il est une démonstration de la domination grecque sur le territoire et les peuples. En témoignent le plan hippodamien, l'orientation des rues selon les points cardinaux, les rues orthogonales et les bâtiments typiquement grecs dans leur esthétique (temple, acropole avec palais, place centrale de commerce) qui font de cette ville une cité sur le plan géographique. Ce site s'adapte au paysage escarpé du plateau ; on retrouve d'ailleurs des habitats semi-troglodytes.  
En plus de consolider le pouvoir militaire des Séleucides, Jebel Khalid est également un site stratégique économiquement, à l'intersection des routes entre le nord et le sud (route commerciale marine par l'Euphrate) mais aussi entre l'est et l'ouest. Le lieu est donc investi par des acteurs très différents — en témoignent les 80 graffitis recensés — tant grecs, macédoniens et perses locaux qu'issus du reste de la Méditerranée (Celtes, Thraces, et Juifs, entre autres). Le nombre d'habitants estimé oscille entre 4500 et 7500 avec parmi eux des mercenaires de toutes origines, des soldats, des marchands, des commerçants, des pèlerins, des ouvriers, etc. Les interactions entre ces divers groupes semblent avoir mené à des échanges linguistiques et culturels dont témoigne le site. Des habitats, et plus particulièrement les maisons des élites, ont été fouillés et donnent des indications sur les propriétaires. Dans l'une d'elles, on retrouve une représentation peinte sur du plâtre d'Éros, divinité grecque.  
Abandonné subitement vers 70 av. J.-C., à la chute de l'Empire pris par les Romains, ce site est un témoignage important de l'époque hellénistique et de l'empire séleucide..  

#### Les fortifications, démonstration de la puissance militaire macédonienne
Ce site est avant tout un lieu stratégique militairement, comme en témoignent les fortifications en pierre calcaire de près de 3,4 km de long et la trentaine de tours et bastions qui constellent le mur, dont une remarquable construite en demi-cercle. Leur homogénéité laisse penser qu'elles ont été construites en une fois, vers 280 av. J.C.. La datation se base à la fois sur les monnaies retrouvées (deux monnaies d'Antiochos Ier retrouvées dans les fortifications) et la comparaison avec d'autres sites séleucides fortifiés dans le Proche et le Moyen-Orient. 
Réalisé sous Séleucos Ier et / ou Antiochos Ier, le plan des murailles est pensé selon une base théorique et les codes esthétiques grecs. Cet espace situé sur un plateau a en effet pour objectif d'être la démonstration de la puissance militaire macédonienne. Après la mort d'Alexandre le Grand, l'Empire est partagé. Séleucos, diadoque d'Alexandre, se voit acquérir (à la suite de nombreux conflits de succession) le plus grand territoire, l'ancien empire perse. Or, les rois séleucides doivent à présent maintenir leur autorité sur ces nouveaux territoires susceptibles de se révolter ou d'être attaqués par d'autres rivaux macédoniens. Construire une cité démonstrative de la puissance grecque est particulièrement pertinent à cet endroit stratégique, récemment conquis (ancien royaume d'Antigone et proche vers 300 av. J.-C.de territoires conquis par Ptolémée) et à l'intersection de routes commerciales. Le plateau escarpé permet à la fois d'avoir un rempart naturel (côté Euphrate) et de fournir les ressources en pierre nécessaires à de telles constructions. 

#### Le temple, témoignage d'une cohabitation religieuse

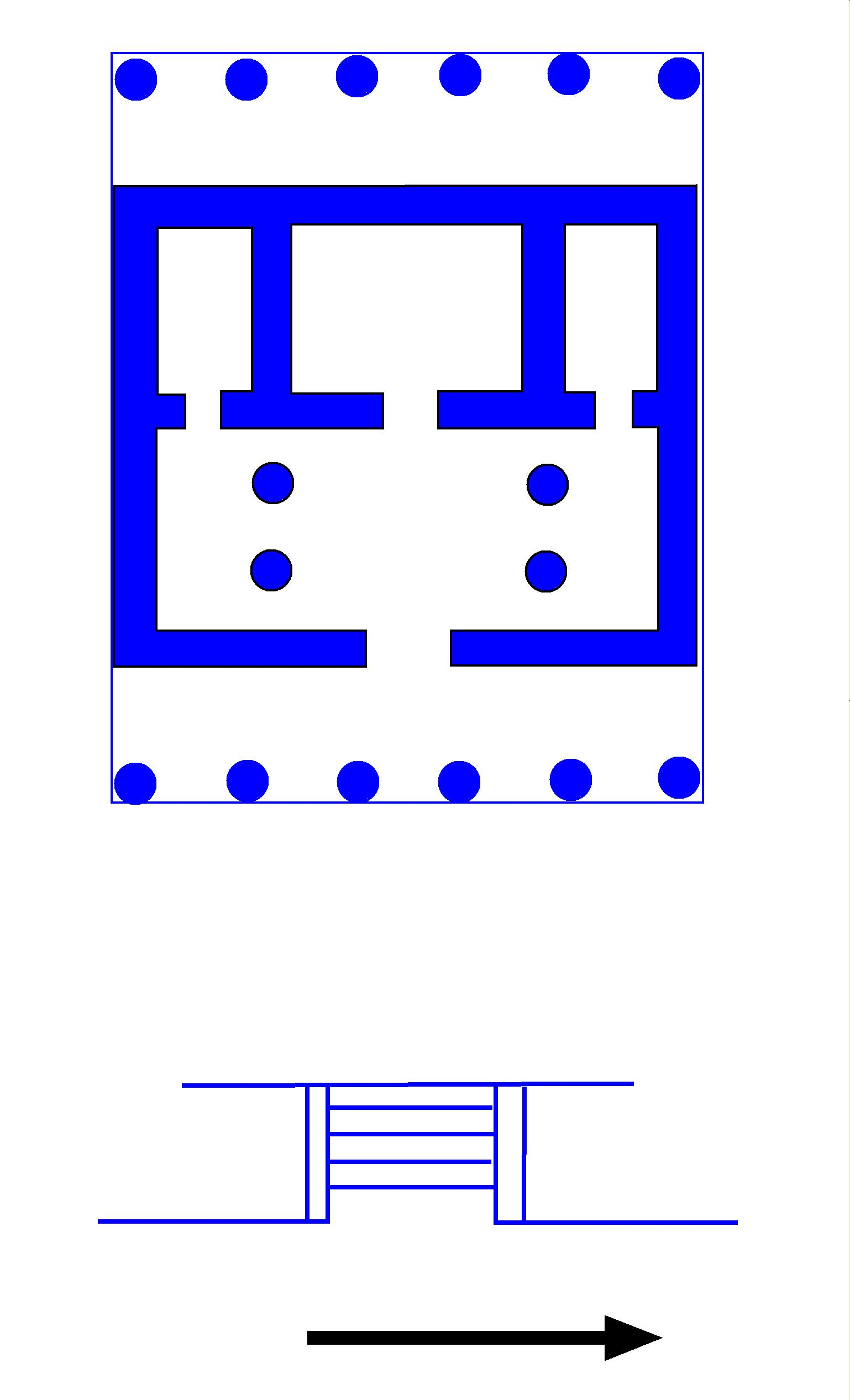
Temple de Jebel Khalid

Construit dans le 2e ou le 3e quart du IIIe siècle av. J.-C., le temple se situe face à la porte principale et sur le chemin de l'acropole. Il est en fait un des premiers bâtiments visibles en arrivant dans la cité. Couvert de marbre de Paros, c'est un édifice impressionnant conçu dans le style amphiprostyle. Son architecture extérieure renvoie très clairement aux temples grecs : le crépidome et la péribole, les colonnes renvoient à des codes esthétiques typiquement grecs. Pourtant, certains éléments relèvent de l'architecture mésopotamienne comme l'agencement, les décors intérieurs et les proportions, plus proche de celles des temples mésopotamiens.  
Cet éclectisme, représentatif des interactions et échanges culturels, laisse les archéologues penser que différents cultes ont pu être pratiqués dans ce même temple. En effet, les os retrouvés sur le site témoignent bel et bien de sacrifices animaux grecs ; cependant, l'autel est conçu pour recevoir des liquides, élément de culte plutôt mésopotamien pratiqué à Hiérapolis (actuelle Menbij) . Ce site est d'ailleurs un lieu de passage pour les pèlerins mésopotamiens qui se rendent non loin de là à Hiérapolis. Le temple sera par ailleurs le seul bâtiment fréquenté après l'abandon du site en 70 av. J.-C.. 
Ces mélanges culturels traduisent également la grande tolérance religieuse dans l'empire séleucide. Si la culture macédonienne et grecque reste dominante, les autres cultures et cultes restent tolérés, voire intégrés. Cette tolérance permet de maintenir la paix dans un empire vaste, investi par des peuples très différents. 

#### Le palais du gouverneur, symbole de la domination grecque

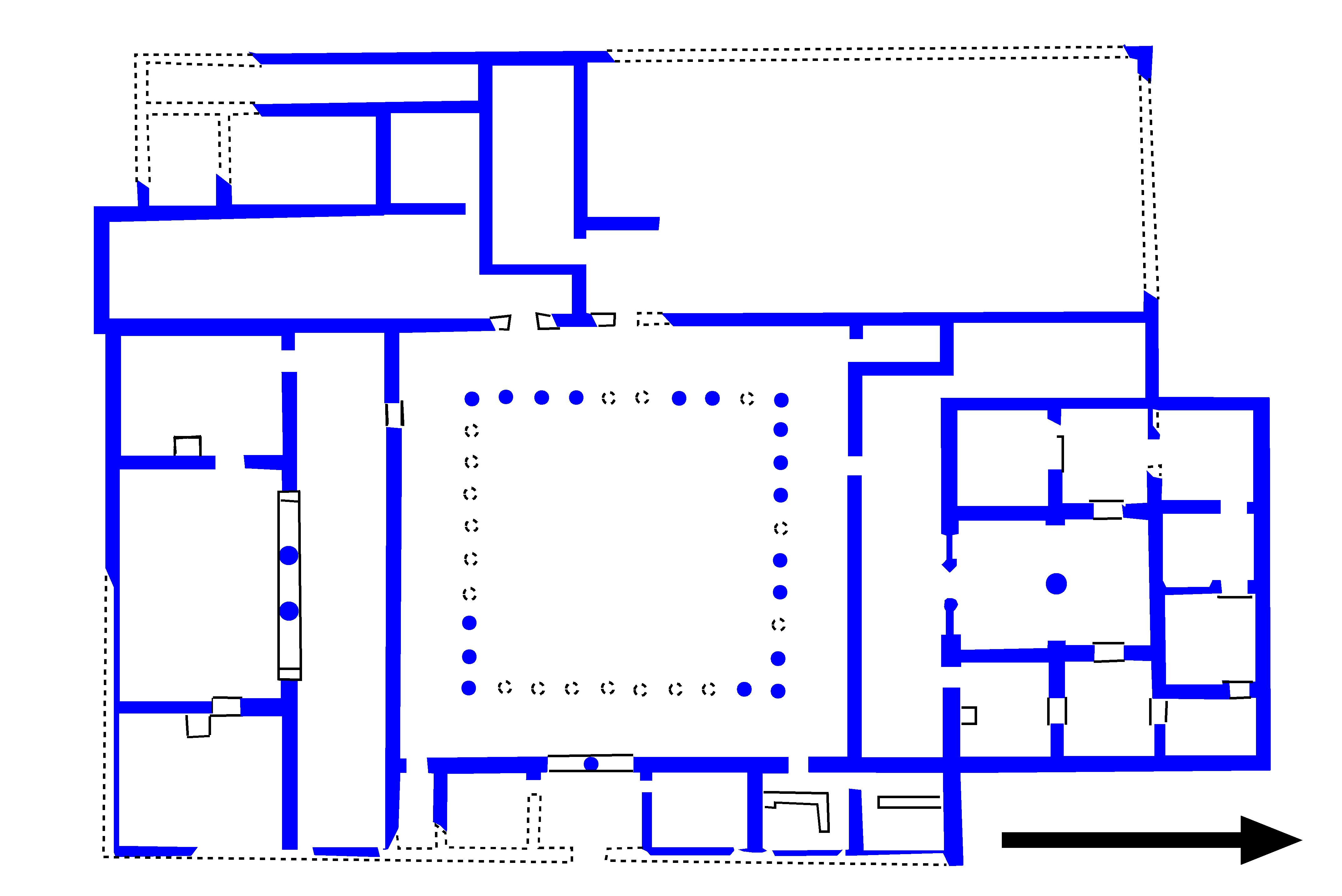
"Palais du gouverneur" de Jebel Khalid. Organisé autour d'une cour ouverte centrale.

Le palais est situé sur l'acropole, zone surélevée et entourée d'une enceinte. Espace le mieux protégé des attaques, c'est avant tout un centre administratif où réside le satrape, gouverneur d'un espace nommé "satrapie". Ce système d'administration du territoire est un héritage direct de l'empire perse, dont le découpage administratif a été en majeure partie conservé sous Alexandre le Grand. Démonstration de la puissance coloniale des Séleucides, ce palais importe des codes esthétiques de Grèce. L'organisation du palais autour d'une cour centrale découverte, les 36 colonnes doriques, les proportions similaires au palais à Delphes, l'aspect monumental et les deux salles de réceptions sont autant de détails qui montrent la domination grecque des Séleucides sur le territoire et les peuples. Seuls quelques éléments de décors intérieurs renvoient aux traditions achéménide et mésopotamiennes.  
Cette prestigieuse résidence, au-delà d'être un centre administratif majeur, est aussi un lieu de vie de la cité. Des représentations publiques sportives, divertissements à la grecque, sont attestées. Des individus non grecs semblent y avoir participé, preuve d'une forme d'hybridation des cultures. 

#### La nécropole et l'industrie céramique
La nécropole hellénistique se trouve hors des enceintes de la cité ; 42 tombes ont été fouillées et permettent de comprendre le profil, le statut et l'origine des habitants. Ces fouilles ont aussi mis en évidence la présence d'une importante industrie céramique, dont des fragments ont aussi été retrouvés dans les habitations. Des amphores conçues pour recevoir de l'huile et du vin ont été mises au jour ; elles témoignent de l'importation d'une culture culinaire grecque, qui a migré avec les colons, et de la pérennité des échanges avec la Grèce. Preuve de la richesse économique de la cité comme nœud économique stratégique, la présence d'ateliers céramiques situés dans la ville est un témoignage de transferts des techniques entre populations.